# ナミク・アバソフ
ナミク・アバソフ（アゼルバイジャン語: Namiq Rəşid oğlu Abbasov、1940年2月22日 - 2024年3月27日）は、アゼルバイジャン共和国の政治家、外交官。元国家保安相。ソ連国家保安委員会（KGB）出身のシロヴィキ。中将。

## 生涯
1962年、S.M.キーロフ名称アゼルバイジャン国立大学を卒業。1962年～1976年、アブシェロン紙の課長、責任秘書、副編集長、編集長として働いた。
1970年から党の仕事に移り、アゼルバイジャン・ソビエト社会主義共和国共産党アブシェロン地区委員会課長、第二書記として働いた。1977年からKGB。1979年、ソ連KGB高等学校を卒業し、アゼルバイジャン・ソビエト社会主義共和国KGB課長、副議長として働く。
1992年～1994年、アゼルバイジャン国家保安次官、第一次官。1994年10月から国家保安相。一時辞職したが、1998年10月27日、国家保安相に再任された。国家保安相在任時代、独立直後に国家保安省に流入した不適格者を粛清し、職務給制度を確立した。
2004年12月16日から2012年10月31日までは駐ウズベキスタン共和国アゼルバイジャン特命全権大使を務めた。
既婚、2人の息子と孫がいる。
2024年3月27日に訃報が報じられた。